# Passoã

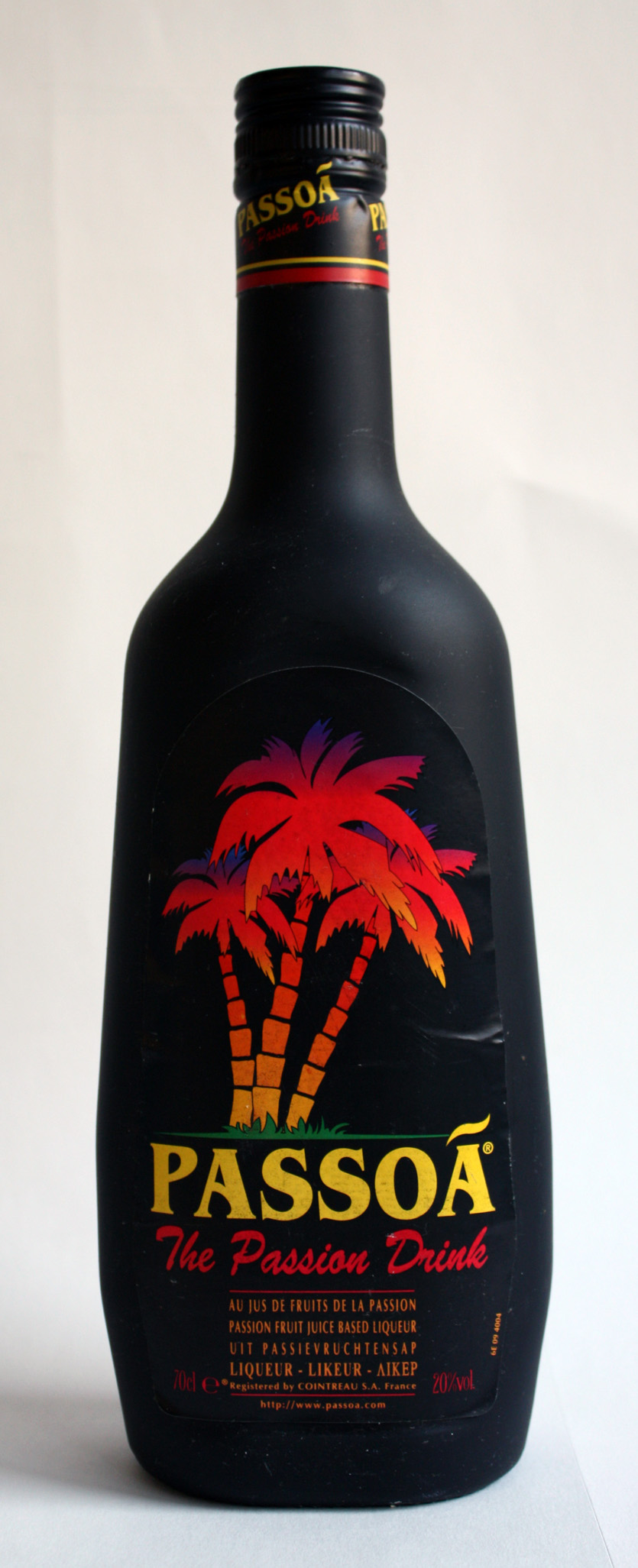
Een fles Passoã

Passoã is een likeur met passievrucht-aroma. Naast water, suiker en 17% alcohol, zit er 2% passievruchtsap in. Passoã wordt gemaakt in Frankrijk, bij Rémy Cointreau vanaf 1986 en is datzelfde jaar op de markt gebracht in de BeNeLux. 
De passievrucht voor Passoã komt uit Brazilië waar ook het idee ontstaan is voor deze likeur. Passoã wordt vaak gebruikt in combinatie met vruchtensappen als sinaasappelsap en appelsap.
In oktober 2016 bereikten Rémy Cointreau en Lucas Bols overeenstemming over een joint venture rond Passoã. Rémy Cointreau brengt alle bedrijfsactiviteiten, merkrechten en voorraden van Passoã in en Bols zorgt voor het geld en levert de expertise van de likeur- en cocktailsector. Bols krijgt de zeggenschap en het hoofdkantoor komt in Frankrijk. Voor Bols betekent de transactie een uitbreiding van het merkenportfolio. De joint venture zal een jaaromzet hebben van €18 miljoen.
Door de Nederlandse wetgeving, mag reguliere Passoã niet worden verkocht in supermarkten. In Nederlandse supermarkten ligt de variant Passoã Festa. Deze heeft een alcoholpercentage van 14,9&, waardoor het 0,1% onder het wettelijk maxiumum ligt.